# 南林多亚
南林多亚是巴西圣卡塔琳娜州的一个市镇。总面积195.056平方公里，总人口4560人，人口密度23.4人/平方公里。